# Feldhockey-Bundesliga 2007/08 (Herren)
Zur Saison 2007/08 der 1. Bundesliga Herren wurde versuchsweise ein neues Spielsystem eingeführt. Das System wurde in den folgenden Jahren modifiziert, aber letztlich verworfen. Zur Saison 2011/12 wurde wieder das System mit Hin- und Rückrunde gespielt.

## Spielsystem
In der Vorrunde (Ligaphase) spielten die 12 Mannschaften in einer einfachen Runde jeder gegen jeden ohne Rückspiel. Anschließend spielten die Teams auf den Plätzen eins bis acht in Play-off-Spielen (Best of Three) die Viertelfinale. Die Sieger der Play-off spielten eine Meisterrunde, die Verlierer eine Hoffnungsrunde. Die beiden besten Mannschaften der Meisterrunde bestritten das Endspiel um die deutsche Meisterschaft, die drittplatzierte Mannschaft spielte gegen den Sieger der Hoffnungsrunde um Platz 3, der zur Teilnahme an der Euro Hockey League qualifizierte. Die Teams auf den Plätzen acht bis zwölf der Ligaphase ermittelten in einer Abstiegsrunde die beiden Absteiger.
Zusätzlich wurde die Punktevergabe bei Spielen mit unentschiedenem Ausgang geändert. In diesen Spielen wurde nach Abschluss der regulären Spielzeit ein Siebenmeterschießen durchgeführt. Der Sieger des Siebenmeterschießens erhielt einen weiteren Punkt, die Spiele wurden daher mit 2:1 Punkten bewertet und nicht mehr mit 1:1. In der Notation der Spielergebnisse wurde der Sieg im Siebenmeterschießen mit einem Pluszeichen angegeben, Beispiel: das Spiel TG Frankenthal – Uhlenhorst Mülheim endete 3:3, Mühlheim gewann das Siebenmeterschießen, das Spielergebnis wurde in der Form 3:3+ notiert. Hätte Frankenthal das Siebenmeterschießen gewonnen, hätte das Ergebnis +3:3 gelautet.

## Ligaphase
Legende:

| (M) | Deutscher Meister                   |
| (N) | Aufsteiger aus der 2. Bundesliga    |
|     | Qualifikation für das Viertelfinale |
|     | Teilnehmer der Abstiegsrunde        |

| Platz | Club                    | Spiele | Tore  | Punkte |
| ----- | ----------------------- | ------ | ----- | ------ |
| 1.    | Uhlenhorster HC         | 11     | 43:20 | 28     |
| 2.    | Crefelder HTC           | 11     | 37:23 | 27     |
| 3.    | Berliner HC             | 11     | 26:18 | 22     |
| 4.    | TG Frankenthal          | 11     | 26:34 | 18     |
| 5.    | Düsseldorfer HC (N)     | 11     | 29:28 | 17     |
| 6.    | Club an der Alster (M)  | 11     | 28:23 | 15     |
| 7.    | Uhlenhorst Mülheim      | 11     | 29:32 | 14     |
| 8.    | Harvestehuder THC       | 11     | 27:26 | 13     |
| 9.    | Schwarz-Weiß Neuss      | 11     | 28:31 | 13     |
| 10.   | Nürnberger HTC (N)      | 11     | 21:29 | 12     |
| 11.   | HTC Stuttgarter Kickers | 11     | 20:28 | 11     |
| 12.   | Gladbacher HTC          | 11     | 23:45 | 8      |

## Viertelfinale
Legende:

| (x) | Platzierung Ligaphase                |
|     | Qualifikation für die Meisterrunde   |
|     | Qualifikation für die Hoffnungsrunde |

| Platz      | Club                   | Spiele | Tore | Punkte |
| ---------- | ---------------------- | ------ | ---- | ------ |
| Play-off 1 |                        |        |      |        |
| 1.         | Uhlenhorster HC (1)    | 2      | 11:6 | 5      |
| 2.         | Harvestehuder THC (8)  | 2      | 6:11 | 1      |
| Play-off 2 |                        |        |      |        |
| 1.         | Crefelder HTC (2)      | 3      | 8:6  | 5      |
| 2.         | Uhlenhorst Mülheim (7) | 3      | 6:8  | 4      |
| Play-off 3 |                        |        |      |        |
| 1.         | Club an der Alster (6) | 3      | 12:6 | 6      |
| 2.         | Berliner HC (3)        | 3      | 6:12 | 3      |
| Play-off 4 |                        |        |      |        |
| 1.         | Düsseldorfer HC (5)    | 3      | 7:6  | 6      |
| 2.         | TG Frankenthal (4)     | 3      | 6:7  | 3      |

## Phase 2
Legende:

|  | Qualifikation für das Endspiel         |
|  | Qualifikation für das Spiel um Platz 3 |
|  | Absteiger in die 2. Bundesliga         |

### Meisterrunde
Die beiden Gruppenbesten bestritten das Finale um die deutsche Meisterschaft und waren direkt für die Euro Hockey League 2008/09 qualifiziert. Der Drittplatzierte qualifizierte sich für das Relegationsspiel mit dem Sieger der Hoffnungsrunde um den dritten deutschen Startplatz zur Euro Hockey League.
| Platz | Club               | Spiele | Tore  | Punkte |
| ----- | ------------------ | ------ | ----- | ------ |
| 1.    | Club an der Alster | 3      | 9:6   | 8      |
| 2.    | Düsseldorfer HC    | 3      | 5:6   | 4      |
| 3.    | Uhlenhorster HC    | 3      | 10:11 | 3      |
| 4.    | Crefelder HTC      | 3      | 7:9   | 3      |

### Hoffnungsrunde
Der Sieger der Hoffnungsrunde qualifizierte sich für das Relegationsspiel mit dem Drittplatzierten der Meisterschaftsrunde um den dritten deutschen Startplatz zur Euro Hockey League.
| Platz | Club               | Spiele | Tore | Punkte |
| ----- | ------------------ | ------ | ---- | ------ |
| 1.    | Harvestehuder THC  | 3      | 9:3  | 9      |
| 2.    | Berliner HC        | 3      | 12:6 | 6      |
| 3.    | Uhlenhorst Mülheim | 3      | 5:7  | 3      |
| 4.    | TG Frankenthal     | 3      | 5:15 | 0      |

### Abstiegsrunde
Die beiden Letztplatzierten der Abstiegsrunde stiegen in die 2. Bundesliga ab.
| Platz | Club                    | Spiele | Tore  | Punkte |
| ----- | ----------------------- | ------ | ----- | ------ |
| 1.    | Nürnberger HTC          | 6      | 30:24 | 14     |
| 2.    | Schwarz-Weiß Neuss      | 6      | 21:15 | 13     |
| 3.    | Gladbacher HTC          | 6      | 21:20 | 8      |
| 4.    | HTC Stuttgarter Kickers | 6      | 14:27 | 1      |

## Endrunde
Die Endrunde fand am 14. und 15. Juni 2008 beim Deutschen Sportclub Düsseldorf statt. Am ersten Tag wurden die beiden letzten Spiele der Hoffnungsrunde und die beiden letzten Spiele der Meisterrunde ausgetragen, am folgenden Tag das Spiel um Platz drei und das Endspiel.
Das Spiel um Platz 3 und die Qualifikation für die EHL gewann der Uhlenhorster HC. Deutscher Meister 2008 wurde der Club an der Alster, der seinen Titel damit verteidigen konnte.
|  | P3 | Harvestehuder THC  | 2 (0) |
|  | P3 | Uhlenhorster HC    | 3 (2) |
|  |    |                    |       |
|  | E  | Club an der Alster | 5 (3) |
|  | E  | Düsseldorfer HC    | 2 (0) |